# Мюллер, Эрвин Вильгельм
Эрвин Вильгельм Мюллер (нем. Erwin Wilhelm Müller; 13 июня 1911 — 17 мая 1977) — немецкий физик, изобретший электронный проектор, ионный проектор, ионный проектор с атомным зондом. Первый человек, наблюдавший атомы.
Член Национальной академии наук США (1975).

## Биография
В 1935—1937 гг. работал в лабораториях Сименса, в 1937—1945 гг. — в «Стабиловольт компани». 1945—1947 гг. — профессор Технологического института в Альтенбурге, в 1947—1952 гг. — в Институте М. Планка в Берлине. С 1952 г. — профессор Пенсильванского университета.
Исследования относятся по электронной и ионной микроскопии, металловедению. Изобрёл в 1936 г. автоэлектронный микроскоп, показал (1943 г.) ограничение разрешающей способности автоэлектронного микроскопа. В 1950 г. получил первое детальное изображение молекулы с помощью автоэмиссионного микроскопа. В 1951 г. изобрел автоионный микроскоп, получив изображение поверхности эмиттера с помощью положительных ионов водорода и достигнув с помощью ионного проектора атомарного разрешения.
В 1956 г. открыл явление испарения под действием поля. Добился прямого наблюдения на атомном уровне кристаллической решетки и её дефектов (1958 г.), возможности непосредственно подсчитывать концентрации вакансий и получил изображения дефектов структур — полос скольжения и двойников (1959 г.). Впервые наблюдал (1967 г.) доменные структуры при фазовых превращениях порядок — беспорядок, получил изображение биологических молекул. Создал (1968 г.) ионный проектор с атомным зондом, способный идентифицировать выбранный отдельный атом на металлической поверхности.